# The Wind Cries Mary
„The Wind Cries Mary“ е третият сингъл издаден през май 1967 г. от The Jimi Hendrix Experience. Въпреки многото връзки с марихуаната относно смисъла на песента, Хендрикс написва текста след един конкретен спор за мръсни чинии с тогавашната си приятелка Кати Етчингам, когато тя троши чашите и чиниите и напуска жилището. В периода до завръщането ѝ Хендрикс е довършил песента. Записана е след „Fire“ само за 20 минути. Обстановката на улицата, в която живеят двамата е спомената в текста на песента.